# Горячкина, Джемми Михайловна
Джемми Михайловна Горячкина (Джемми Горячкина) (1932—1942) — юная пионерка, которая погибла под колёсами поезда, спасая машину с советскими ранеными бойцами в июле 1942 года.

## Биография
Родилась в 1932 году в городе Сальске Ростовской области. Мама — Ольга Петровна Горячкина, жена работника Сальского райисполкома Михаила Горячкина. Училась в сальской школе № 1, в которой окончила три класса. Когда началась Великая Отечественная война, Джемме было девять лет.

## Подвиг пионерки
Летом 1942 года фашисты рвались на Кубань. Отступали бойцы Красной Армии, вместе с ними отходило много мирного населения. Джемми с мамой и сестрой Светланой эвакуировались из города Сальска Ростовской области. Когда налетели немецкие бомбардировщики, Джемми со своей семьёй находилась в станице Новоалександровской Ставропольского края и была в кабине одной из грузовых автомашин с советскими раненными бойцами. Чтобы выбраться из этого ада, машина неслась на большой скорости. На переезде Расшеватский заглох мотор, и машина, в которой находились Джемми, её мама и сестра Светлана с ранеными бойцами, оказалась на полотне железной дороги. В это время на них мчался товарный поезд. Джемми, не раздумывая, выбежала из кабины машины, сорвала с себя пионерский галстук и побежала навстречу поезду, размахивая галстуком, подавая сигналы машинисту. Благодаря маленькой героине, паровоз остановился в нескольких метрах перед автомашиной. Пожертвовав своей жизнью, Джемми спасла всех, кто находился в машине. Десятилетняя пионерка погибла под колёсами поезда. Эта трагедия произошла 31 июля 1942 года.

## Память
На здании школы № 1 в городе Сальске в память Джемми Горячкиной в 1982 году была установлена мемориальная доска с текстом: «В этой школе с 1939 г. по 1942 г. училась пионерка Джеми Горячкина. За героизм, проявленный при спасении советских солдат и передвижного госпиталя, занесена в книгу Почёта Всесоюзной организации имени В. И. Ленина (посмертно)».

### В литературе
Советский и российский писатель, поэт Светлана Юрьевна Гершанова, которая родилась в 1934 году в Ростове-на-Дону, посвятила Джемми Горячкиной книгу «Повесть о тихой девочке». В этой повести главную героиню зовут не Джемми, а Женя. Чтобы написать эту книгу, Светлана Юрьевна ездила в город Сальск к родителям Джемми и побывала в тех местах, где произошла эта страшная трагедия. «Повесть о тихой девочке» вошла в сборник «Сашина высота» (1989).